# Dircenna marica
Dircenna marica is een vlinder uit de familie Nymphalidae. De wetenschappelijke naam van de soort is voor het eerst geldig gepubliceerd in 1865 door Felder & Felder.